# Pace di Vervins
La pace di Vervins fu siglata il 2 maggio 1598 fra il sovrano spagnolo Filippo II ed il nuovo re di Francia, Enrico IV, a Vervins in Piccardia.

## Storia
Con questo trattato di pace Filippo II riconobbe l'ex protestante Enrico III di Navarra quale re di Francia e ritirò le sue truppe dal suolo francese, privando così la Lega Cattolica del suo appoggio. Dopo la morte di Filippo II, avvenuta il 13 settembre, il suo successore Filippo III confermò la sua accettazione dei termini del trattato. Il duca di Savoia, Carlo Emanuele I, che si era sottratto alla firma del trattato, ne firmò successivamente uno con Enrico IV a Lione nel 1601.
Le altre conseguenze del trattato furono:
- La Spagna restituì alla Francia il Vermandois, parte della Piccardia, Calais e la base navale di Port-Louis, nel Morbihan, in Bretagna, sull'estuario del fiume Blavet;
- la Francia restituì alcune piazzeforti lungo i confini, rinunciando alla sovranità su Fiandre e Artois.